# 2-й Новоподмосковный переулок
2-й Новоподмоско́вный переу́лок — улица в Северном административном округе города Москвы на территории района Войковский. Проходит от улицы Космонавта Волкова до улицы З. и А. Космодемьянских. Нумерация домов ведётся от улицы Космонавта Волкова.

## Происхождение названия
Переулок получил своё название в 1952 году в связи с примыканием к Подмосковной улице (ныне — улица З. и А. Космодемьянских), с близостью к ж.-д. платформе «Подмосковная» (ныне — «Красный Балтиец») и дачному посёлку Подмосковный (ныне не существует). До этого с 1941 года назывался 2-й Подмосковный переулок.

## Описание
Длина — 550 метров. Переулок начинается от пересечения с улицей Космонавта Волкова (между д. № 7 и 9) и заканчивается пересечением с улицей З. и А. Космодемьянских (между д. № 8 и 10). Направление в первой трети — с юга на север, далее поворачивает на северо-запад.
Автомобильное движение — по «полторы» полосы в каждом направлении. Один светофор и три нерегулируемых пешеходных перехода. Обе стороны переулка оборудованы пешеходными тротуарами. Примыкание с нечётной стороны — дублёр ул. Космонавта Волкова, с чётной — Вокзальный переулок.

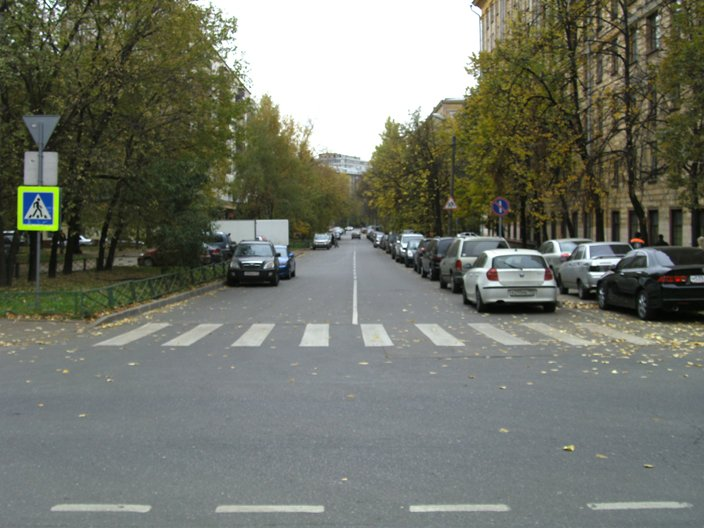
Конец переулка. Пересечение с ул. Космодемьянских. Здание справа — Академия управления МВД России

## Здания и сооружения
Нечётная сторона
- № 3-а — женская консультация от поликлиники № 136 САО
- № 5 — Управление социальной защиты населения Войковского района
- № 7/8 — Академия управления МВД России

Чётная сторона
- № 8 стр. 1 и стр. 2 — электроподстанции
- № 10 к. 2 стр. 2 — электроподстанция
- № 12/10 — диспетчерская № 8 Войковского района

### Примечательные здания
Исчезнувший с лица земли посёлок Подмосковный представлял собой застройку из двухэтажных домов, все они были снесены в середине 70-х годов. Исключение составляет дом № 4-а — он сохранён и перестроен в офисное здание. Этот дом даёт представление о том, как выглядели дома Подмосковного. С 1987 года до конца 90-х в этом доме размещалась компьютерная фирма «Интерквадро». Данная фирма являлась первым в СССР совместным (советско-франко-итальянским) предприятием (СП) в области компьютерной техники, вторым СП в Москве и шестнадцатым СП, созданным в СССР. Возглавлял «Интерквадро» известный российский бизнесмен Лев Вайнберг. Так же часть переулка от улицы Волкова до Вокзального переулка идёт под углом от Вокзального переулка до улицы З. и А. Космодемьянских и совпадает с более старой планировкой Подмосковного поселка 40-х — 60-х годов XX века. Кроме дома 4-а от Подмосковного поселка сохранилось небольшое строение дом № 10 к. 2 с. 2, несколько жилых домов на Вокзальном переулке и дом № 7-а по улице Зои и Александра Космодемьянских (бывшей Новоподмосковной, центральной улице поселка).

## Общественный транспорт
Официально по переулку маршруты общественного транспорта не проходят.
- Станция метро «Войковская» — в 750 метрах от начала переулка и в 600 от его конца.
- Платформа Рижского направления:
  - «Красный Балтиец» — в 950 метрах от начала переулка.
- Остановка общественного транспорта:
  - Автобус т57 «2-й Новоподмосковный переулок» — в 30 метрах от начала переулка.
  - Трамваи 23, 27, 30 «Школа имени Космодемьянских, Академия МВД» — в 50 метрах от конца переулка.